# Námořní vyšetřovací služba
Námořní vyšetřovací služba (v anglickém originále původně Navy NCIS, od druhé řady NCIS) je americký krimiseriál, který se točí kolem fiktivního týmu speciálních agentů z NCIS, který vede vyšetřování trestných činů, které souvisí s námořnictvem a námořní pěchotou USA.
Příběh a charaktery postav byly původně zobrazeny ve dvoudílném příběhu osmé série seriálu JAG („Když tají ledy“ a „Ledová královna“). Seriál, spin-off ze seriálu JAG, měl premiéru 23. září 2003 na americké televizi CBS a 21. února 2007 na české TV Nova. V Česku je také vysílán na stanici AXN.
22. a 23. díl 6. série (dvoudílný příběh „Legenda“) posloužil jako tzv. backdoor pilot pro spin-off seriál Námořní vyšetřovací služba L. A. (NCIS: Los Angeles), kde hraje Chris O'Donnell a LL Cool J. Objednávku celé série dostal v květu 2009. V Česku se tento seriál vysílá na stanicích AXN a Prima.
18. a 19. díl 11. série (dvoudílným příběh „New Orleans“) posloužil jako tzv. backdoor pilot pro spin-off seriál Námořní vyšetřovací služba: New Orleans (NCIS: New Orleans), kde hrají Scott Bakula a Lucas Black. Objednávku celé série dostal v květnu 2014. Seriál je vysílán na stanicích AXN a TV Nova.
V dubnu 2021 byl objednán třetí spin-off seriál NCIS: Hawaiʻi, ve kterém hrají Vanessa Lachey, Yasmine Al-Bustami a Jason Antoon. Jedná se o první seriál franšízy, který se představil samostatně a nikoli v rámci původního seriálu.
V únoru 2022 byl objednán první spin-off zasazený mimo Spojené státy, když se Network 10 a Paramount+ rozhodli adaptovat seriál NCIS: Sydney.
V roce 2011 byl seriál zvolen mezi nejlepší americké televizní seriály.
Dne 13. dubna 2018 CBS obnovila NCIS pro 16. řadu. Dne 11. dubna 2019 stanice objednala 17. řadu, která měla premiéru dne 24. září 2019.
Dne 27. října 2020 přišlo CBS s oznámením, že 18. řada bude kvůli pandemii covidu-19 kratší, finální počet epizod tak bude 16.

## Přehled
Námořní vyšetřovací služba je seriál, který sleduje práci fiktivního týmu zvláštních agentů Naval Criminal Investigative Service Major Case Response Team (MCRT) se sídlem ve Washington Navy Yard ve Washingtonu, D.C. Tvůrci a herci jej popisují jako seriál s komediálními prvky, sehranými hereckými výkony a dobrým dějem.
NCIS je hlavním vymahačem práv a kontrarozvědka amerického ministerstva námořnictva, které zahrnuje námořní pěchotu Spojených států amerických. NCIS vyšetřuje všechny velké trestné činy (zločiny), tj. zločiny vyhodnocené podle Uniform Code of Military Justice o uvěznění více než jednoho roka ministerstvem námořnictva. MCRT často vyšetřuje velké případy jako je například smrt vojenského poradce prezidenta USA, umístění bomby na válečných lodích amerického námořnictva, smrt celebrity na území základny námořnické pěchoty, teroristické hrozby americkému námořnictvu a další zločiny, které se nějak týkají amerického námořnictva.

## Členové týmu
Tým tvořili nejdéle 4 terénní agenti:
Šéf Leroy Jethro Gibbs (Mark Harmon),
Anthony „Tony“ DiNozzo (Michael Weatherly),
Timothy „Tim“ McGee (Sean Murray) a Ziva Davidová (Cote de Pablo), která ale na začátku 11. řady po smrti svého otce odešla zpět do Mossadu do Izraele a byla nahrazena novou agentkou Eleanor „Ellie“ Bishopovou (Emily Wickersham)
Dále pak součástí týmu jsou forenzní specialistka Abigail „Abby“ Sciutová (Pauley Perrette), Dr. Donald „Ducky“ Mallard (David McCallum) a jeho asistent Jimmy Palmer (Brian Dietzen).
Často týmu pomáhá s vyšetřováním agent FBI Tobias C. Fornell (Joe Spano), Gibbsův dobrý přítel.
Na konci 13. řady odešel po několika letech Anthony DiNozzo, byl nahrazen novým agentem Nickem Torresem (Wilmer Valderrama). Zároveň do týmu společně s ním nastoupil agent z MI6 Clayton Reeves (Duane Henry).
Pak na začátku 15. řady do týmu nastoupila forenzní psycholožka Jacqueline Sloane (Maria Bello).
Na konci 15. řady zemřel Clayton Reeves. Jeho smrt hodně zarmoutila Abby, tak z týmu odešla a byla nahrazena novou laborantkou Kasie Hinesovou (Diona Reasonover).
Agentura NCIS je momentálně vedena ředitelem Leonem Vancem (Rocky Carroll).
Prvním ředitelem, který se v seriálu objevil, byl Tom Morrow (Alan Dale), který post ředitele opustil, když byl povýšen na náměstka ředitele ministerstva vnitřní bezpečnosti. Po něm nastoupila nová ředitelka Jenny Shepardová (Lauren Holly). Po její smrti v páté sérii místo ní nastoupil Leon Vance.

## Obsazení
| Postava                         | Herec             | Český dabing                                                               | Řady            | Řady            | Řady            | Řady            | Řady            | Řady            | Řady            | Řady            | Řady            | Řady            | Řady            | Řady            | Řady            | Řady            | Řady            | Řady            | Řady            | Řady            | Řady            | Řady            | Řady            |
| Postava                         | Herec             | Český dabing                                                               | 1               | 2               | 3               | 4               | 5               | 6               | 7               | 8               | 9               | 10              | 11              | 12              | 13              | 14              | 15              | 16              | 17              | 18              | 19              | 20              | 21              |
| ------------------------------- | ----------------- | -------------------------------------------------------------------------- | --------------- | --------------- | --------------- | --------------- | --------------- | --------------- | --------------- | --------------- | --------------- | --------------- | --------------- | --------------- | --------------- | --------------- | --------------- | --------------- | --------------- | --------------- | --------------- | --------------- | --------------- |
| Leroy Jethro Gibbs              | Mark Harmon       | Marcel Vašinka                                                             | hlavní          | hlavní          | hlavní          | hlavní          | hlavní          | hlavní          | hlavní          | hlavní          | hlavní          | hlavní          | hlavní          | hlavní          | hlavní          | hlavní          | hlavní          | hlavní          | hlavní          | hlavní          | hlavní          | Does not appear | Does not appear |
| Caitlin „Kate“ Toddová (†)      | Sasha Alexander   | Miriam Chytilová                                                           | hlavní          | hlavní          | hostující       | Does not appear | Does not appear | Does not appear | Does not appear | hostující       | hostující       | Does not appear | Does not appear | hostující       | Does not appear | Does not appear | Does not appear | Does not appear | Does not appear | Does not appear | Does not appear | Does not appear | Does not appear |
| Anthony „Tony“ DiNozzo          | Michael Weatherly | Pavel Vondra 1.-7., 9.-13. řada Jakub Saic 8. řada                         | hlavní          | hlavní          | hlavní          | hlavní          | hlavní          | hlavní          | hlavní          | hlavní          | hlavní          | hlavní          | hlavní          | hlavní          | hlavní          | Does not appear | Does not appear | Does not appear | Does not appear | Does not appear | Does not appear | Does not appear | hostující       |
| Abigail „Abby“ Sciutová         | Pauley Perrette   | Klára Kuklová 1.-9. řada Irena Máchová 10.-15. řada                        | hlavní          | hlavní          | hlavní          | hlavní          | hlavní          | hlavní          | hlavní          | hlavní          | hlavní          | hlavní          | hlavní          | hlavní          | hlavní          | hlavní          | hlavní          | Does not appear | Does not appear | Does not appear | Does not appear | Does not appear | Does not appear |
| Timothy „Tim“ McGee             | Sean Murray       | Michal Michálek 1.-3., 16.-20. řada Radek Kuchař 4.-15. řada               | vedlejší        | hlavní          | hlavní          | hlavní          | hlavní          | hlavní          | hlavní          | hlavní          | hlavní          | hlavní          | hlavní          | hlavní          | hlavní          | hlavní          | hlavní          | hlavní          | hlavní          | hlavní          | hlavní          | hlavní          | hlavní          |
| Dr. Donald „Ducky“ Mallard      | David McCallum    | Vladimír Fišer 1.-11. řada Jan Vlasák 12.-19. řada Jaroslav Horák 20. řada | hlavní          | hlavní          | hlavní          | hlavní          | hlavní          | hlavní          | hlavní          | hlavní          | hlavní          | hlavní          | hlavní          | hlavní          | hlavní          | hlavní          | hlavní          | hlavní          | hlavní          | hlavní          | hlavní          | hlavní          | Does not appear |
| James „Jimmy“ Palmer            | Brian Dietzen     | Pavel Vondrák                                                              | vedlejší        | vedlejší        | vedlejší        | vedlejší        | vedlejší        | vedlejší        | vedlejší        | vedlejší        | vedlejší        | hlavní          | hlavní          | hlavní          | hlavní          | hlavní          | hlavní          | hlavní          | hlavní          | hlavní          | hlavní          | hlavní          | hlavní          |
| Ziva Davidová                   | Cote de Pablo     | René Slováčková                                                            | Does not appear | Does not appear | hlavní          | hlavní          | hlavní          | hlavní          | hlavní          | hlavní          | hlavní          | hlavní          | hlavní          | Does not appear | Does not appear | Does not appear | Does not appear | hostující       | vedlejší        | Does not appear | Does not appear | Does not appear | Does not appear |
| Jennifer „Jenny“ Shepardová (†) | Lauren Holly      | Zuzana Skalická                                                            | Does not appear | Does not appear | hlavní          | hlavní          | hlavní          | Does not appear | Does not appear | hostující       | hostující       | Does not appear | Does not appear | hostující       | Does not appear | Does not appear | Does not appear | Does not appear | Does not appear | Does not appear | Does not appear | Does not appear | Does not appear |
| Leon Vance                      | Rocky Carroll     | Lukáš Hlavica 5.-9. řada Bohdan Tůma 10.-20. řada                          | Does not appear | Does not appear | Does not appear | Does not appear | vedlejší        | hlavní          | hlavní          | hlavní          | hlavní          | hlavní          | hlavní          | hlavní          | hlavní          | hlavní          | hlavní          | hlavní          | hlavní          | hlavní          | hlavní          | hlavní          | hlavní          |
| Eleanor „Ellie“ Bishopová       | Emily Wickersham  | Marika Šoposká 11.-15. řada Eva Josefíková 16.-18. řada                    | Does not appear | Does not appear | Does not appear | Does not appear | Does not appear | Does not appear | Does not appear | Does not appear | Does not appear | Does not appear | hlavní          | hlavní          | hlavní          | hlavní          | hlavní          | hlavní          | hlavní          | hlavní          | Does not appear | Does not appear | Does not appear |
| Clayton Reeves (†)              | Duane Henry       | Filip Švarc                                                                | Does not appear | Does not appear | Does not appear | Does not appear | Does not appear | Does not appear | Does not appear | Does not appear | Does not appear | Does not appear | Does not appear | Does not appear | hostující       | hlavní          | hlavní          | Does not appear | Does not appear | Does not appear | Does not appear | Does not appear | Does not appear |
| Nick Torres                     | Wilmer Valderrama | Jiří Krejčí                                                                | Does not appear | Does not appear | Does not appear | Does not appear | Does not appear | Does not appear | Does not appear | Does not appear | Does not appear | Does not appear | Does not appear | Does not appear | Does not appear | hlavní          | hlavní          | hlavní          | hlavní          | hlavní          | hlavní          | hlavní          | hlavní          |
| Alex Quinnová                   | Jennifer Esposito | Vladimíra Včelná                                                           | Does not appear | Does not appear | Does not appear | Does not appear | Does not appear | Does not appear | Does not appear | Does not appear | Does not appear | Does not appear | Does not appear | Does not appear | Does not appear | hlavní          | Does not appear | Does not appear | Does not appear | Does not appear | Does not appear | Does not appear | Does not appear |
| Jacqueline „Jack“ Sloaneová     | Maria Bello       | Zuzana Slavíková                                                           | Does not appear | Does not appear | Does not appear | Does not appear | Does not appear | Does not appear | Does not appear | Does not appear | Does not appear | Does not appear | Does not appear | Does not appear | Does not appear | Does not appear | hlavní          | hlavní          | hlavní          | hlavní          | Does not appear | Does not appear | Does not appear |
| Kasie Hinesová                  | Diona Reasonover  | Milada Vaňkátová                                                           | Does not appear | Does not appear | Does not appear | Does not appear | Does not appear | Does not appear | Does not appear | Does not appear | Does not appear | Does not appear | Does not appear | Does not appear | Does not appear | Does not appear | vedlejší        | hlavní          | hlavní          | hlavní          | hlavní          | hlavní          | hlavní          |
| Jessica Knight                  | Katrina Law       | Kateřina Peřinová                                                          | Does not appear | Does not appear | Does not appear | Does not appear | Does not appear | Does not appear | Does not appear | Does not appear | Does not appear | Does not appear | Does not appear | Does not appear | Does not appear | Does not appear | Does not appear | Does not appear | Does not appear | vedlejší        | hlavní          | hlavní          | hlavní          |
| Alden Parker                    | Gary Cole         | Martin Zahálka                                                             | Does not appear | Does not appear | Does not appear | Does not appear | Does not appear | Does not appear | Does not appear | Does not appear | Does not appear | Does not appear | Does not appear | Does not appear | Does not appear | Does not appear | Does not appear | Does not appear | Does not appear | Does not appear | hlavní          | hlavní          | hlavní          |

### Hlavní role
- Leroy Jethro Gibbs (* 1958, Stillwater v Pensylvánii, ztvární Mark Harmon) je zvláštní agent NCIS, který má na starost Major Case Response Team (MCRT). Dříve byl odstřelovačem v námořní pěchotě USA, kde dosáhl hodnosti seržanta dělostřelby. V roce 1991 byly jeho první manželka Shannon a dcera Kella zabity mexickým drogovým dealerem Pedrem Hernandezem. S jejich smrtí se nikdy nesmířil. Gibbs poté v Mexiku zabil Hernandeze, a když se seznámil se zvláštním agentem NCIS Mikem Franksem, připojil se v roce 1991 k NIS, později přejmenované na  NCIS. Zpočátku byl pod vedením agenta Mikea Frankse, potom co Franks odešel do důchodu, se Gibbs stal velitelem MCRT. Gibbs a ředitelka NCIS Jenny Shepardová měli dřív romantický vztah, který je v seriálu zachycen pomocí flashbacků. S forenzní specialistkou Abby Sciutovou zastává vztah podobný vztahu mezi otcem a dcerou. Vzhledem k jeho nadřízenému postavení v NCIS často zastává post ředitele NCIS. Má 4 bývalé ženy (včetně Shannon). Matka Gibbse zemřela, když byl Gibbs ještě mladý, na rakovinu. Gibbs je velmi tichý.
- Caitlin „Kate“ Toddová (Sasha Alexander) byla v 1. a 2. řadě zvláštní agentkou NCIS. Dříve pracovala pro tajnou službu, která chránila prezidenta. Je katolička. Vyrůstala se třemi staršími bratry. V roce 2005 v díle Soumrak (poslední 23. díl 2. řady) je zastřelena odstřelovačkou Bravo 51, které se říká Kate, teroristou Ari Haswarim (který byl ale i agentem Mossadu a je to nevlastní bratr Zivy). Ari chtěl původně zastřelit Gibbse. Chtěl mu ale způsobit bolest, proto nakonec zabil Kate. Poté řekl: „Odpusť Caitlin.“
- Anthony „Tony“ DiNozzo (Michael Weatherly) je zvláštní agent NCIS. Dříve byl na policejních odděleních v Perorii (Illinois), Philadelphii a Baltimoru, na všech třech místech strávil kolem dvou let. U baltimorské policie pracoval na oddělení vražd. Během jednoho případu se potkal s Gibbsem, který pracoval v utajení. Zanedlouho se v roce 2001 stal členem Gibbsova týmu. Je posedlý ženami, auty a drahým oblečením. Většinou mu nejde o vážnější vztah. Snaží se ale zaujmout téměř každou ženu. Velmi miluje jídlo, což je vidět v téměř každém díle. Je velkým fanouškem filmů – nějaký film zmíní snad v každém dílu, čímž otravuje a dráždí své kolegy. Rád je středem pozornosti a chce být vždy nad věcí, což se mu většinou i daří. Často si dělá z ostatních legraci. Nejvíce si to užívá na McGeem, kterému nějakou dobu po jeho nástupu říkal Zelenáč. Schytá od Gibbse nejvíc pohlavků. Podobně jako Gibbs měl špatný vztah s otcem. DiNozzové spolu moc nekomunikovali. Tony dokonce nevěděl, že se jeho otec znovu oženil. (Změnilo se to ve 13. sérii. Nyní spolu mají dobrý vztah.) Má dceru Tali se Zivou Davidovou (o dceři nevěděl až do chvíle, kdy se zdálo, že je Ziva mrtvá). Od 14. série žije s Tali v Paříži. Když Ziva potlačila nebezpečí, připojila se k nim.
- Abigail „Abby“ Sciutová (Paulley Perrette) je forenzní specialistka. Provádí chemické testy, balistiku, porovnává otisky prstů. Nemá ráda oslovení Abigail (občas ji tak oslovil Ducky). Vyznáním je gotik. Tvrdí, že spí v rakvi. Je závislá na kofeinovém nápoji Caf-Pow a na své práci, kterou by v žádném případě neměnila, i když dostává ročně 3 – 4 atraktivní nabídky. Je velmi výřečná, nejprve danou problematiku vysvětlí velmi odborně – dokud ji Gibbs nepřeruší (někdy „Lidsky Abby!“). Nesnáší situace, kdy volá Gibbsovi s novými informacemi a Gibbs je zatím už zjistil sám. Nejvíce projevuje své emoce. Těžce nesla, když se v posledním 19. díle 5. řady – Soudný den (2. část) dozvěděla o smrti ředitelky NCIS Jenny Shepardové. Je alergická na avokádo. Odchází v 22. díle 15. řady po smrti Claytona Reevese.
- Dr. Donald „Ducky“ Mallard (David McCallum) je patolog. Jako jediný zná Gibbse z doby, kdy spolu sloužili v armádě. Je velmi sečtělý, všechno zná, na mnoha místech byl. Jeho příběhy jsou zajímavé. Při řešení případu ho ale téměř pokaždé u vyprávění přeruší Gibbs. Obvykle rozmlouvá s mrtvými, které bude pitvat. Žije se svou matkou, je starým mládencem. Od 2. řady mu pomáhá Jimmy Palmer (předtím to byl Gerald Jackson). Mallard česky znamená kachna divoká – odtud jeho přezdívka (duck je česky kachna). Původem je ze Skotska. Poté, co jeho místo doktora převzal pan Palmer, se stal historikem NCIS.
- Timothy McGee (* 1978, Bethesda v Marylandu, ztvární Sean Murray) je zvláštní agent NCIS. Je to počítačový specialista – vystudoval MIT (Massachusetts Institute of Technology), obor počítačové vědy a také má Bc. z oboru biomedicínské inženýrství z Johns Hopkins. Před nástupem do washingtonské centrály NCIS působil u NCIS v Norfolku a pomáhal na případech v několika epizodách. Seznámil se s Abby a měli spolu krátký románek. Po případě se Sandy Watsonovou (1. díl 2. řady Nevidím zlo) byl povýšen na zvláštního agenta a nastoupil jako nováček po Tonym a Kate. Proto mu Tony říkal Zelenáč. Tim je největším terčem vtípků od Tonyho. Má rád poezii. Pod pseudonymem Thom E Gemcity napsal knihu Deep Six. Thom E Gemcity je anagram ze jména Timothy McGee. Všechny knížky (hlavně detektivky) píše na psacím stroji. V jednom díle vrah vraždil podle jeho nového románu. V něm vymyslel postavy, které vycházely ze členů týmu. Je alergický na piliny (hlavně z borovic) a na kočky. Má sestru Sarah, se kterou si velmi dobře rozumí. Má špatný vztah s otcem, který je z něho zklamaný, protože si myslí, že by to mohl dotáhnout výš než na zvláštního agenta. S ženou Delilah má dceru Morgan a syna Johna.
- James „Jimmy“ Palmer (Brian Dietzen) je současný asistent Duckyho. V NCIS se poprvé objeví ve 21. díle 1. řady (Jeden nebo druhý) poté, co byl v 16. díle 1. řady (Noční můra) postřelen teroristou Arim Haswarim Duckyho asistent Gerald Jackson. Geralda měl jen zastupovat, ale nakonec ho nahradil. Duckyho si velmi váží, respektuje ho a rád poslouchá jeho poučné příběhy. Velký respekt, někdy téměř panickou hrůzu, má z Gibbse, protože často říká věci, které s případem nesouvisí (Ducky ho často pošle něco dělat – například donést vzorky tkáně nebo něco jiného Abby – nebo Jimmy odejde sám). S Duckym často dorazí na místo činu pozdě, protože zabloudí (přitom je jedno, kdo má mapu). Měl tajný vztah s agentkou Michelle Leeovou. Vše skončilo poté, co vyšlo najevo, že je Leeová zrádce. Jmenuje se po Jamesovi Alvinu „Jimovi“ Palmerovi, baseballovém nadhazovači. Jimmy ale baseball nemá rád. V 10. řadě se po 8 letech stal hlavní postavou. Má dceru Viktorii. Jeho žena zemřela.
- Ziva Davidová (* 1982, Be'er Sheva v Izraeli, ztvární Cote de Pablo) byla styčnou důstojnicí mezi Mossadem (Izraelská tajná služba) a NCIS a poté, co jí bylo v posledním 24. díle 7. řady „Pravidlo 51“ uděleno americké občanství, se stala plnohodnotnou agentkou NCIS. Do USA byla vyslána Mossadem, aby vyřešila situaci s nezvladatelným agentem Mossadu Arim Haswarim, který zabil agentku NCIS Kate Toddovou. Ze začátku se snažila Ariho chránit (měla mu třeba předat falešný pas). Poté, co ale Ari chtěl zabít Gibbse u něj doma ve sklepě (Zabít Ariho), ho zastřelila. Po smrti Kate nastoupila na její místo. V 1. dílu 7. řady Pravidla či následky ji Gibbs, Tony a McGee zachránili ze somálského zajetí, do kterého se dostala při misi Mossadu. Ve 2. díle 11. řady Minulost, přítomnost a budoucnost se rozhodla zůstat v Izraeli. Na konci 9. dílu 11. řady Instinkt ji nahradila Eleanor „Ellie“ Bishopová. Do seriálu se vrací ve finále 16. řady. Má dceru Tali s Antonym DiNozzou. Tali je pojmenovaná po její zesnulé sestře.
- Jennifer „Jenny“ Shepardová (Lauren Holly) byla ve 3. až 5. řadě ředitelkou NCIS. V roce 2005 po smrti Kate se v 1. díle 3. řady Zabít Ariho – 1. část dosavadní ředitel Tom Morrow rozhodl přijmout místo náměstka ředitele Ministerstva vnitřní bezpečnosti a na jeho místo byla zvolena Jenny. Ve finále 5. řady v 17. díle Soudný den (1. část) umírá na následky zranění, které utrpěla při přestřelce v opuštěné restauraci v Mohavské poušti.
- Leon Vance (Rocky Carroll) se stal zástupcem ředitelky Jenny Shepardové. V NCIS se poprvé objevil ve 14. díle 5. řady Vnitřní záležitost. V 18. díle 5. řady Soudný den (1. část) Leon osobně provedl a dohlížel na zpracování opuštěné restaurace, kde došlo k přestřelce, při které zemřela Jenny; pomáhali mu Tony a Ziva. V posledním 19. díle 5. řady Soudný den (2. část) se stal ředitelem NCIS a tím i hlavní postavou. Měl manželku Jackie, která zemřela na následky zranění při přestřelce na večeři o šabatu u Vanceových v 11. díle 10. řady. Zabit byl také otec Zivy, ředitel Mossadu Eli David. Má dceru Kaylu a syna Jareda.
- Eleanor „Ellie“ Bishopová (Emily Wickershamová) je zkušební agentkou NCIS. Pochází z Oklahomy a má tři starší bratry. Je vdaná za Jakea, se kterým několik let pracovala u NSA (National Security Agency, Národní bezpečnostní agentura). Při práci pro NSA pracovala jako analytička a byla přiřazena na Blízký východ. Její mise byla preventivní teroristická analýza – předvídat a určit, kdo bude na vrcholu. Jako první analytička uznala teroristu Benhama Parsu jako hrozbu. V 9. dílu 11. řady „Gut Check“ ji Gibbs požádal o pomoc, když se zjistilo, že ministryně námořnictva Sarah Porterová byla odposlouchávána během důvěrného brífinku. Ellie předpověděla narušení bezpečnosti v přesném detailu před dvěma lety. Na konci dílu se ji Gibbs zeptá, zda by nechtěla být součástí jeho týmu, a Ellie nabídku přijme. S manželem Jakem se rozvede poté, co zjistila že má poměr s jinou ženou.
- Clayton Reeves (Duane Henry) je agentem MI6 spolupracujícím s týmem. Byl zabit při útoku na Abby.
- Nick Torres (Wilmer Valderrama) je zvláštní agentem NCIS a bývalým agentem v utajení.
- Alex Quinnová (Jennifer Esposito) je zvláštní agentkou NCIS a bývalou instruktorkou FLETC.
- Jacqueline „Jackie“ Sloaneová (Maria Bello) je zvláštní agentkou NCIS a forenzní psycholožkou. Z NCIS odešla do Afghánistánu řídit skupinu pomáhající dívkám.
- Kasie Hinesová (Diona Reasonover) je forenzní specialistkou NCIS.

### Vedlejší role
| Postava                                   | Herec              | Role |
| ----------------------------------------- | ------------------ | --- |
| Tobias C. Fornell                         | Joe Spano          | agent FBI, dobrý přítel Gibbse, v každé sérii se objevuje, většinou několikrát, má dceru Emily s bývalou ženou Gibsse |
| Tom Morrow (†)                            | Alan Dale          | ředitel NCIS (1 – 3. série), pak odešel. Na konci 13. řady byl zabit Trentem Kortem. |
| Clayton Jarvis                            | Matt Craven        | Ministr námořnictva, na začátku 11. řady zemřel během atentátu. |
| Gerald Jackson                            | Pancho Demmings    | bývalý asistent Dr. Mallarda (1. série) |
| Mike Franks (†)                           | Muse Watson        | zvláštní agent NCIS ve výslužbě, Gibbsův přítel, na konci 8. řady byl zabit Přístavním vrahem, následně se objevuje prostřednictvím vzpomínek Gibbse. |
| Jackson Gibbs (†)                         | Ralph Waite        | otec zvláštního agenta Leroye Jethro Gibbse. Na konci 11. řady zemřel. |
| Ari Haswari (†)                           | Rudolf Martin      | terorista Hamásu, syn Eli Davida, nevlastní bratr Zivy. Na konci 2. řady zabil agentku Kate Toddovou, zabit začátkem 3. řady osobně Zivou, která tím zachránila život Gibbsovi.                                                                              |
| Eli David (†)                             | Michael Nouri      | ředitel Mossadu, otec Ariho a Zivy (v 10. řadě byl zabit) |
| Jackie Vancová (†)                        | Paula Newsome      | manželka ředitele Vance (v 10. řadě byla zabita) |
| Ilan Bodnar (†)                           | Oded Fehr          | Nepřítel Zivy, objednal vraždu jejího otce a vrah zabil i manželku ředitele Vance, později byl Zivou zabit v osobním souboji. |
| Cassie Yates                              | Tamara Taylor      | zvláštní agentka NCIS (2 díly 2. a 3. série) |
| Faith Colemanová                          | Alicia Coppola     | právnička JAGu (1 – 2. série) |
| Michelle Lee (†)                          | Liza Lapira        | zvláštní agentka NCIS (4. – 6. série), zabita na vlastní žádost Gibbsem během souboje s únoscem |
| René Benoit („La Grenouille“ = Žabák) (†) | Armand Assante     | francouzský obchodník se zbraněmi (4. – 5. série), zabit, vyšetřováním pověřen Fornell, podezřelou byla Jenny, ale důkazy chyběly |
| Benham Parsa (†)                          | Karan Oberoi       | Terorista během 11. řady. Měl na svědomí několik atentátů a výbuchů. Během jednoho výbuchu byl zabit ministr námořnictva Clayton Jarvis a během druhého výbuchu McGeeho přítelkyně Delilah Fieldingová skončila na invalidním vozíku. Pak byl zabit Gibbsem. |
| Delilah Fieldingová                       | Margo Harshman     | Přítelkyně McGeeho, skončila na vozíku. Na konci 14. řady měli svatbu. |
| Sergei Mishnev (†)                        | Alex Veadov        | Nepřítel v 12. řadě. Zabil manželku Tobiase C. Fornella. Pak byl zabit Gibbsem a Fornellem. |
| Trent Kort(†)                             | David Dayan Fisher | agent CIA. Na konci 13. řady zabil bývalého ředitele NCIS Toma Morrowa. Také nařídil minometný útok na rodinný dům (dům shořel), přitom zemřela Ziva. Později byl celým týmem zabit.                                                                         |

## Produkce

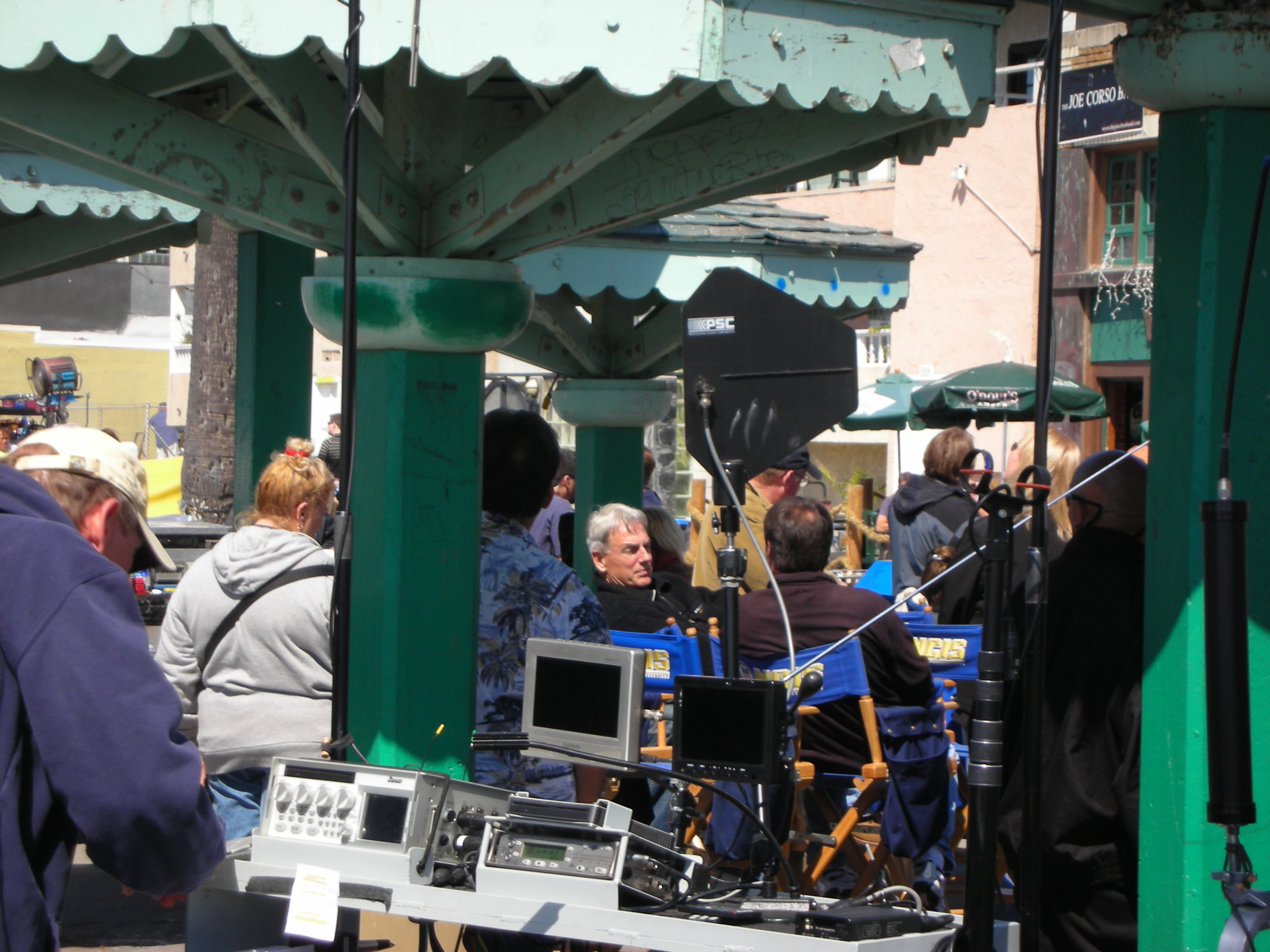
Výrobní štáb v roce 2009

### Název
Před zahájením první série se v první upoutávce na americké TV CBS jmenoval „Naval CIS“. V době uvedení první epizody jej vysílali s názvem „Navy NCIS“, a ten použili po celou dobu první série. Vzhledem k tomu, že „N“ v názvu NCIS znamená „námořní“, bylo jméno „Navy NCIS“ určeno jako technicky nadbytečné. Rozhodnutí o použití tohoto názvu „NCIS“ údajně rozhodla televize CBS i přes všechny námitky Bellisaria:
- Přilákání nových diváků (zvláště ty z JAG), který by neznali zkratku NCIS
- Identifikaci mezi NCIS a podobně nazvaným seriálem stanice CBS Kriminálka CSI. (Původní název byl často nevhodný a parodován jako „Navy CSI“, stejně tak jako název uváděný v první epizodě.)[7]

Po úspěšném odvysílání první série byl název zkrácen na NCIS.

### Natáčení
NCIS se nachází v oblasti Washingtonu D.C., ale natáčení probíhá v Santa Claritě v Kalifornii a v celé jižní Kalifornii. Zvukové zkoušky se natáčí pouze v Santa Claritě.

### Změna ve výrobním štábu
V květnu 2007 bylo oznámeno, že Donald Bellisario odstoupil z pořadu vzhledem k nesouhlasu se seriálovým hercem Markem Harmonem. Bellisariovou povinností byl provoz natáčení seriálu a post scenáristy včetně výkonného koproducenta, kde ho nahradil Charles Floyd Johnson a Shane Brennan s Bellisariem drželi post výkonného producenta. Na podzim roku 2009 se přidal Gary Glasberg a stal se novým členem výrobního týmu seriálu NCIS. Shane Brennan byl přeložen na svou novou show, spin-off NCIS: Los Angeles.

## Řady a díly
| Řada | Díly | Premiéra v USA     | Premiéra v USA  | Premiéra v ČR      | Premiéra v ČR      |
| Řada | Díly | První díl          | Poslední díl    | První díl          | Poslední díl       |
| ---- | ---- | ------------------ | --------------- | ------------------ | ------------------ |
| 0    | 2    | 22. dubna 2003     | 29. dubna 2003  | 30. ledna 2005     | 6. února 2005      |
| 1    | 23   | 23. září 2003      | 25. května 2004 | 21. února 2007     | 25. července 2007  |
| 2    | 23   | 28. září 2004      | 24. května 2005 | 1. srpna 2007      | 9. ledna 2008      |
| 3    | 24   | 20. září 2005      | 16. května 2006 | 16. ledna 2008     | 25. února 2009     |
| 4    | 24   | 19. září 2006      | 22. května 2007 | 7. července 2009   | 21. prosince 2009  |
| 5    | 19   | 25. září 2007      | 20. května 2008 | 4. ledna 2010      | 10. května 2010    |
| 6    | 25   | 23. září 2008      | 19. května 2009 | 17. května 2010    | 8. listopadu 2010  |
| 7    | 24   | 22. září 2009      | 25. května 2010 | 15. listopadu 2010 | 2. května 2011     |
| 8    | 24   | 21. září 2010      | 17. května 2011 | 2. ledna 2012      | 9. července 2012   |
| 9    | 24   | 20. září 2011      | 15. května 2012 | 24. června 2013    | 26. července 2013  |
| 10   | 24   | 25. září 2012      | 14. května 2013 | 27. srpna 2014     | 4. března 2015     |
| 11   | 24   | 24. září 2013      | 13. května 2014 | 11. března 2015    | 19. srpna 2015     |
| 12   | 24   | 23. září 2014      | 12. května 2015 | 27. dubna 2016     | 22. února 2017     |
| 13   | 24   | 22. září 2015      | 17. května 2016 | 28. června 2017    | 28. listopadu 2017 |
| 14   | 24   | 20. září 2016      | 16. května 2017 | 10. října 2018     | 5. prosince 2018   |
| 15   | 24   | 26. září 2017      | 22. května 2018 | 10. prosince 2018  | 18. února 2019     |
| 16   | 24   | 25. září 2018      | 21. května 2019 | 1. ledna 2020      | 24. ledna 2020     |
| 17   | 20   | 24. září 2019      | 14. dubna 2020  | 3. června 2021     | 8. července 2021   |
| 18   | 16   | 17. listopadu 2020 | 25. května 2021 | 26. ledna 2022     | 16. března 2022    |
| 19   | 21   | 20. září 2021      | 23. května 2022 | 19. června 2023    | 26. července 2023  |
| 20   | 22   | 19. září 2022      | 22. května 2023 | 27. července 2023  | 12. září 2023      |
| 21   | 10   | 12. února 2024     | 6. května 2024  | bude oznámeno      | bude oznámeno      |
| 22   | 20   | 14. října 2024     | bude oznámeno   | bude oznámeno      | bude oznámeno      |

## Ocenění a nominace
| Rok  | Ocenění                       | Kategorie                                                                     | Herec/Práce                                                   | Výsledek  |
| ---- | ----------------------------- | ----------------------------------------------------------------------------- | ------------------------------------------------------------- | --------- |
| 2004 | ASCAP Award                   | Nejlepší televizní seriál                                                     | Matt Hawkins, Maurice Jackson, Neil Martin                    | vítězství |
| 2004 | ASCAP Award                   | Nejlepší televizní seriál                                                     | Steven Bramson                                                | vítězství |
| 2005 | Emmy Awards                   | Nejlepší hostující hvězda v dramatickém seriálu                               | Charles pan Durning                                           | nominace  |
| 2005 | BMI Film & TV Awards          | BMI TV Music Award                                                            | Joseph Conlan                                                 | vítězství |
| 2006 | ASCAP Award                   | Nejlepší televizní seriál                                                     | Matt Hawkins, Maurice Jackson, Neil Martin                    | vítězství |
| 2006 | Imagen Foundation Awards      | Nejlepší herečka ve vedlejší roli v televizi                                  | Cote de Pablo                                                 | vítězství |
| 2007 | ASCAP Award                   | Nejlepší televizní seriál                                                     | Matt Hawkins, Maurice Jackson, Neil Martin                    | vítězství |
| 2008 | Alma Awards                   | Vynikající herečka v dramatickém televizním seriálu                           | Cote de Pablo                                                 | nominace  |
| 2008 | ASCAP Award                   | Nejlepší televizní seriál                                                     | Matt Hawkins, Maurice Jackson, Neil Martin                    | vítězství |
| 2008 | BMI Film & TV Awards          | BMI TV Music Award                                                            | Brian Kirk                                                    | vítězství |
| 2008 | California on Location Awards | Location Team of the Year (Episodic Television)                               | Emily Kirylo, Jim McClafferty, Joel Sinderman, Michael Soleau | vítězství |
| 2008 | Emmy Awards                   | Vynikající Stunt Koordinace                                                   | Diamond Farnsworth, „Requiem“                                 | nominace  |
| 2008 | Young Artist Awards           | Nejlepší výkon v televizním seriálu – hostující jako mladý herec              | Dominic Scott Kay, „Lost & Found“                             | nominace  |
| 2009 | ASCAP Award                   | Nejlepší televizní seriál                                                     | Matt Hawkins, Maurice Jackson, Neil Martin                    | vítězství |
| 2009 | BMI Film & TV Awards          | BMI TV Music Award                                                            | Brian Kirk                                                    | vítězství |
| 2009 | People's Choice Awards        | Oblíbené televizní drama                                                      | NCIS                                                          | nominace  |
| 2009 | People's Choice Awards        | Oblíbený televizní drama herec                                                | Mark Harmon                                                   | nominace  |
| 2009 | Imagen Foundation Awards      | Nejlepší herečka ve vedlejší roli v televizi                                  | Cote de Pablo                                                 | nominace  |
| 2010 | NAACP Image Awards            | Vynikající herec ve vedlejší roli v dramatickém seriálu                       | Rocky Carroll                                                 | nominace  |
| 2010 | People's Choice Awards        | Oblíbené televizní drama                                                      | NCIS                                                          | nominace  |
| 2011 | Alma Awards                   | Vynikající herečka v dramatickém televizním seriálu                           | Cote de Pablo                                                 | vítězství |
| 2011 | People's Choice Awards        | Oblíbené televizní krimi drama                                                | NCIS                                                          | nominace  |
| 2011 | Young Artist Awards           | Nejlepší výkon v televizním seriálu – hostující jako mladá herečka 11–15      | Sadie Calvano                                                 | nominace  |
| 2011 | Young Artist Awards           | Nejlepší výkon v televizním seriálu – hostující jako mladá herečka 11–15      | Madisen Beaty                                                 | vítězství |
| 2012 | People's Choice Awards        | Oblíbené televizní krimi drama                                                | NCIS                                                          | nominace  |
| 2012 | Young Artist Awards           | Nejlepší výkon v televizním seriálu – hostující jako mladá herečka pod 10 let | Melody Angel                                                  | nominace  |
| 2012 | Alma Awards                   | Nejlepší televizní herečka – Drama                                            | Cote de Pablo                                                 | nominace  |
| 2013 | Emmy Awards                   | Vynikající Stunt Koordinace dramatického seriálu, minisérii nebo filmu        | Diamond Farnsworth, „Revenge“                                 | nominace  |
| 2013 | People's Choice Awards        | Oblíbený herec v drama seriálu                                                | Mark Harmon                                                   | nominace  |
| 2014 | People's Choice Awards        | Oblíbený herec v drama seriálu                                                | Mark Harmon                                                   | nominace  |
| 2014 | People's Choice Awards        | Oblíbená herečka v drama seriálu                                              | Pauley Perrette                                               | nominace  |
| 2014 | People's Choice Awards        | Oblíbené televizní krimi drama                                                | NCIS                                                          | nominace  |
| 2015 | People's Choice Awards        | Oblíbená TV show                                                              | NCIS                                                          | nominace  |
| 2015 | People's Choice Awards        | Oblíbené televizní krimidrama                                                 | NCIS                                                          | nominace  |
| 2016 | People's Choice Awards        | Oblíbený televizní herec v dramatu                                            | Mark Harmon                                                   | nominace  |
| 2016 | People's Choice Awards        | Oblíbená televizní herečka v dramatu                                          | Pauley Perrette                                               | nominace  |
| 2016 | People's Choice Awards        | Oblíbené televizní krimidrama                                                 | NCIS                                                          | nominace  |
| 2017 | People's Choice Awards        | Oblíbený televizní herec v dramatu                                            | Mark Harmon                                                   | vítězství |
| 2017 | People's Choice Awards        | Oblíbená televizní herečka v dramatu                                          | Pauley Perrette                                               | nominace  |
| 2017 | People's Choice Awards        | Oblíbené televizní krimidrama                                                 | NCIS                                                          | nominace  |